# L'isola di ferro
L'isola di ferro (in persiano جزیره آهنی‎, Jazire-ye āhani) è un film del 2005 scritto e diretto da Mohammad Rasoulof.

## Trama
Su una petroliera in disarmo, alla fonda presso la costa sud-orientale dell'Iran, hanno trovato alloggio profughi e diseredati, spinti dalla necessità. Hanno dato vita ad una comunità con la sua scuola le sue attività produttive, le sue feste, gli animali, i piccoli giardini. Capo e amministratore è il paternalistico Nemat, che è riuscito ad ottenere dagli armatori la gestione della nave. Proponendosi come paladino della piccola società contro le minacce di evacuazione provenienti dall'esterno, egli, dietro una facciata di sollecitudine per i bisogni degli abitanti, ha confezionato un oliato congegno di arricchimento.
Estrae profitti dalle attività con cui i residenti pagano l'affitto (ad esempio la confezione di burqa), oppure utilizza i più giovani in attività anche rischiose quali il trasporto a riva, a nuoto, dei barili col petrolio che ancora riesce a raschiare dal fondo. Anche il commercio di medicinali e le comunicazioni telefoniche con l'esterno sono sotto il suo controllo. I giornali giungono sull'imbarcazione solo con grande ritardo e grande è la sua furia quando scopre che è stato introdotto un televisore con antenna satellitare.
Quando il progressivo inabissamento della nave, cui Nemat ha contribuito con il saccheggio di materiale ferroso destinato al commercio di rottami, dopo ripetuti avvertimenti delle autorità, rende improrogabile l'abbandono, la popolazione dell'isola continuerà a farsi abbindolare dal grande comunicatore e lo seguirà in una landa desertica, spacciata come una nuova terra promessa. Solo in due si sottrarranno alla sua influenza: il giovane Ahmad che già, per amore, si era ribellato ad un matrimonio arrangiato da Nemat ed era stato per questo crudelmente punito, e il bimbo-pesce, così chiamato perché trascorreva lunghe ore nella stiva allagata della nave, per catturare i pesci entrati attraverso le falle e restituirli, poi, alla libertà del mare.